# Grammy Latino de Melhor Canção Cantor-Compositor
O Grammy Latino de Melhor Canção Cantor-Compositor é um prêmio apresentado anualmente pela Academia Latina da Gravação no Grammy Latino. É uma das novas categorias adicionadas ao Grammy Latino de 2023.

## Vencedores
| Ano  | Compositor(a)      | Obra                  | Artista(s)[II]     | Indicados | Ref.  |
| ---- | ------------------ | --------------------- | ------------------ | --- | ----- |
| 2023 | Natalia Lafourcade | "De Todas las Flores" | Natalia Lafourcade | * Valeria Castro, compositor – "La Raíz" (Valeria Castro) - Santiago Cruz, compositor – "1.200 Kilómetros" (Santiago Cruz) - Silvana Estrada, compositora – "Si Me Matan" (Silvana Estrada) - Juan Carlos Pérez Soto, compositor – "Tu Historia, la Mía y la Verdad" (Juan Carlos Pérez Soto) | [ 3 ] |